# Teresa Żarnoverová
Teresa Żarnoverová, polsky Teresa Żarnower či Żarnowerówna (1897 Varšava – 30. dubna 1949 New York) byla polská sochařka, grafička, scénografka. Tvořila abstraktní geometrické kompozice a taktéž barevné linoryty, malby, fotomontáže a agitační plakáty. Zabývala se typografií a spolupracovala na architektonických projektech. Řadila se do okruhu meziválečné konstruktivistické avantgardy, v Polsku byla průkopnicí tohoto proudu. Její politický pohled byl levicový, což se zrcadlilo i v umění - spojovala svou politickou angažovanost s avantgardní tvorbou.

## Život
V letech 1915–1920 studovala na varšavské Akademii krásného umění v pod vedením Edwarda Wittiga. Spolupracovala s Mieczyslaw Szczukou, s nímž vystavovala ve Vilniusu roku 1923 na Výstavě Nového umění a v berlínské galerii "Der Sturm". Roku 1926 se účastnila Mezinárodní výstavy současného umění v Bukurešti a I. Mezinárodní architektonické výstavy ve Varšavě. Byla spoluzakladatelkou skupiny "Blok" a zasedala v redakční radě stejnojmenného časopisu, jehož vznik podle Szczuky sama iniciovala. Díky své znalosti cizích jazků navazovala kontakty s představiteli avantgardy v Evropě a získávala jejich programové texty pro redakci "Bloku". Po Szczukově smrti sama vydávala jím založený časopis "Dźwignia"..
Po Szczukově smrti se umělecky odmlčela a koncem roku 1937 odcestovala z Polska, nejprve do Paříže. Žilo se jí zde těžce z důvodu nedostatku prostředků, tvořila málo. Začátek 2. světové války se jí však stal novým impulsem k tvorbě. Angažovala se prací pro Informační a dokumentační kancelář Ministerstva propagandy Polské exilové vlády. Pro ni vytvářela propagační plakáty, z nichž se ovšem žádný nedochoval. Část shořela v jejím bytě v Lodži a část díla vytvořená pro ministerstvo byla zničena ve Francii. Nejpravděpodobnějším důvodem se jeví ten, že Polská exilová vláda před útěkem z poražené Francie přikázala zničit veškeré své z Paříže odvezené dokumenty. Po kapitulaci Żarnoverová z Francie odjela spolu s polskou emigrační vlnou. Přes Španělsko vycestovala do Portugalska, kde jí po 14 měsících čekání bylo uděleno vízum do Spojených států. Sem dorazila roku 1941, avšak americká vláda jí odmítla udělit právo k pobytu a tak dalších 17 měsíců přebývala v Kanadě.
Poslední roky svého života strávila v USA. Roku 1949 zřejmě spáchala sebevraždu z důvodu obtížných životních podmínek.

## Umělecká tvorba
Tvorbu Żarnoverové silně ovlivnil ruský konstruktivismus a styl holandské skupiny De Stijl. Své levicové názory sdílené s Mieczysławem Szczukou a vliv avantgardy promítla do tvorby plakátů, grafik a fotomontáží. Do roku 1923 neexistují žádná díla, nicméně z dochovaných popisů je zřejmé, že je tvořily geometrické, typografické kompozice s užitím diagonálních linií, jež měly dynamizovat plochu. Stejně tak se nezachovaly její abstraktní sochy.
Żarnoverová se po roce 1924 začala více zabývat užitým uměním, mj. typografií, knižní a tiskovou grafikou, plakáty, fotomontáží a architektonický projektováním. Společně s Mieczysławem Szczukou a pomocí architektů mezi lety 1924–1926 vytvořili návrhy funkcionalistické domů. Ty, ač vešly do historie polské avantgardní architektury, realizovány nebyly. Z její tvorby knižních grafik je znám přebal knihy polského vydání Majakovského souboru poezie z r. 1927.
Mezi lety 1928–1931 se začala naplno věnovat politicko-propagandistickým projektům. Např. v roce 1928 připravila pro levicové noviny celou sérii plakátů pro předvolební kampaň do Sejmu. V té době se nikdo kromě ní a Szczuky uměním politické fotomontáže nezabýval. Později se k politické propagandě vracela již sporadicky. Po emigraci z Polska a počátku 2. světové války se v ní znovu probudila potřeba tvořit. Vrátila se k fotomontáži a v posledních dnech války začala dílo na reliéfu Povstání ve varšavském ghettu, jež ovšem nedokončila.